# Lotus 48

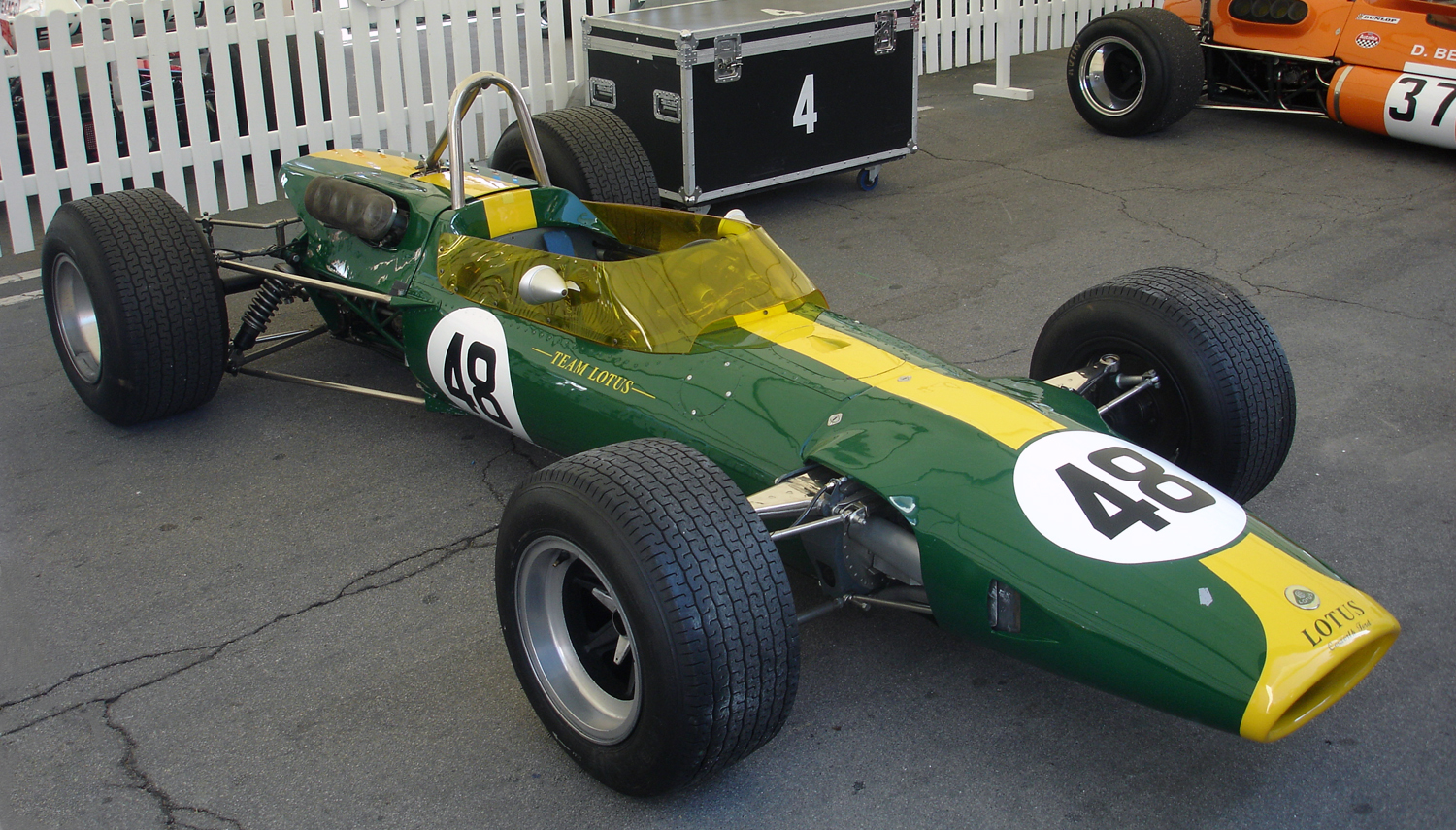
Lotus 48 in klassischem British Racing Green

Der Lotus 48 war ein Formel-2-Rennwagen, gebaut und eingesetzt in den späten 1960er Jahren von Lotus.

## Entwicklungsgeschichte und Technik
Lotus baute 1967 ein Formel-2-Fahrzeug für die neue 1,6-Liter-Formel. Der Lotus 48 hatte ein volles Monocoque sowie einen Hilfsrohrrahmen, der den aus dem Ford Cortina stammenden  Cosworth-FVA-Vierzylindermotor mit 1598 Kubikzentimeter aufnahm. Der Wagen gab sein Debüt 1967 in der Tasman-Rennserie und wurde in Europa während der gesamten Formel-2-Saison 1967 von Graham Hill und Jim Clark gefahren. Clark konnte mit den wendigen Wagen gegen die starke Konkurrenz der Brabham-Formel-2-Wagen immerhin drei Siege einfahren.
Es sind vier gebaute Chassis dokumentiert, wobei unklar ist, ob es drei oder vier Wagen gab, da der zuletzt gebaute Unfallwagen von Jim Clark – mit einer 3 cm längeren Monocoque, möglicherweise in Teilen auf dem zuvor verunfallten Wagen #3 basierte.

## Renngeschichte
1968 wurde der Wagen verbessert und wurde, nun in den Farben des Tabak-Sponsors Gold Leaf lackiert, als 48 GLTL bezeichnet, mit TL für „Team Lotus“. Der rot-weiß-goldene 48 kam zu trauriger Berühmtheit, als Jim Clark am 7. April 1968 beim Formel-2-Rennen auf dem Hockenheimring tödlich verunglückte, vermutlich aufgrund einer Reifenpanne. Der 48 wurde vom Werksteam Ende der Saison aus dem Verkehr gezogen und 1969 durch den Lotus 59 ersetzt. In privater Hand liefen einige 48 aber bis 1970 in der Formel-2-Europameisterschaft. Der Wagen hatte auch einen Auftritt in der Formel 1, da beim Großen Preis von Deutschland 1967 am Nürburgring auch Formel-2-Fahrzeuge am Start waren. Jackie Oliver erreichte dabei mit einem 48 den fünften Rang.